# Living Colour
Living Colour är en amerikansk rockgrupp bildad 1983 i New York av gitarristen Vernon Reid. Den spelar en blandning av jazz, funk, hårdrock, soul, reggae, heavy metal och hiphop. Låttexterna är oftast samhällskritiska, bland annat tar man upp ämnen som systematiska rasismen mot afroamerikaner i USA. Sångaren Corey Glover är också skådespelare och var bland annat med i Plutonen.

## Medlemmar
Nuvarande medlemmar
- Vernon Reid (f. Vernon Alphonsus Reid 22 augusti 1958 i London) – sologitarr, sång (1984–1995, 2000– )
- Corey Glover (f. 6 november 1964 i Brooklyn, New York) – sång, rytmgitarr, tamburin (1985–1995, 2000– )
- Will Calhoun (f. William Calhoun 22 juli 1964 i Brooklyn, New York) – trummor, slagverk, bakgrundssång (1986–1995, 2000– )
- Doug Wimbish (f. Douglas Arthur Wimbish 22 september 1956 i Hartford, Connecticut) – basgitarr, bakgrundssång (1992–1995, 2000– )

Tidigare medlemmar
- Muzz Skillings – basgitarr, bakgrundssång (1986–1992)

## Diskografi
Studioalbum
- 1988 – Vivid
- 1990 – Time's Up
- 1993 – Stain
- 2003 – Collideøscope
- 2005 – Live at CBGB's Tuesday 12/19/89
- 2005 – What's Your Favorite Color? (Remixes, B-Sides & Rarities)
- 2009 – The Chair in the Doorway
- 2017 – Shade

Livealbum
- 1994 – Dread
- 2005 – Live from CBGB's
- 2005 – Instant Live
- 2008 – CBGB OMFUG Masters: August 19, 2005 The Bowery Collection
- 2009 – The Paris Concert

EP
- 1991 – Biscuits

Singlar (på Billboard Hot 100 (US) / Billboard Alternative Songs)
- 1988 – "Cult of Personality" (US #13)
- 1989 – "Glamour Boys" (US #31)
- 1989 – "Open Letter (To a Landlord)" (US #82)
- 1990 – "Type" (US Alt #3)
- 1991 – "Love Rears Its Ugly Head" (US Alt #8)
- 1991 – "Elvis Is Dead" (US Alt #25)
- 1992 – "Talkin' Loud and Sayin' Nothing" (US Alt #12)
- 1993 – "Leave It Alone" (US Alt #4	)
- 1993 – "Nothingness" (US Alt #17)